# Ace (Scooter-album)
Az Ace a Scooter tizennyolcadik nagylemeze, mely 2016. február 5-én jelent meg. Egylemezes normál kiadásban, illetve limitált Deluxe Box változatban is kiadták, ez utóbbiban a csomag részét képezi egy csomag Scooteres franciakártya és egy szilikon csuklópánt. Az előző lemezhez hasonlóan ez is megjelent dupla bakeliten.
Az előző albumhoz képest slágeresebb, egységesebb anyag készült, melyből három kislemezt jelentettek meg: a "Riot" már hónapokkal az album megjelenése előtt kijött, az "Oi" vele egy időben, míg a "Mary Got No Lamb" 2016 májusában.

## Áttekintés
Phil Speiser bemutatkozása a Scooterben sikeresnek volt mondható, első vele készített lemezük, a The Fifth Chapter ugyanis a rajongók és a kritika körében is elismert lett. Ennek ellenére a lemeznek nem szerveztek külön turnét, hanem ahhoz képest másfél évvel későbbre, 2016 februárjára hirdették meg a "Can't Stop The Hardcore Tour"-t. Addig sem maradtak tétlenül, hiszen a kisebb fellépések mellett kihoztak még két kislemezt az albumról (bár azokat némiképp átalakítva).
Először 2015 áprilisában röppentek fel az első hírek, hogy új anyagon dolgoznak, ám erről hamarosan kiderült, hogy csak a Radiate átdolgozott verziója, illetve Phil legújabb projektjének, a SPYZR-nek a felvételei. Legelőször az augusztus 29-i, Hamburgban megtartott koncertjükön mutattak újat, ekkor jelent meg ugyanis a semmiből a Riot, melyhez ugyanezen a fellépésen forgattak 360 fokos szögben felvett videóklipet. A szám hands up stílusa, tempója és keménysége miatt hamar nagy siker lett, ezzel hosszú idő után először még a magyar slágerlistára is felfért egy Scooter-szám, a 16. helyet megszerezve. Ezek után mindenki azt várta, hogy mikor fog megjelenni az új album. Az első hivatalos információ egy, az eventim.de szervezésében létrejött Twitter-interjú keretében hangzott el, amikor azt mondták, hogy 2016 elején lehet rá számítani. Pár nappal később a cseh TV Nova interjújában H.P. Baxxter azt mondta, hogy már négy-öt szám készen is van. Azt megerősítették, hogy új kislemezt az albumig már nem fognak kihozni. Szilveszterkor H.P. már úgy nyilatkozott, hogy február végére csúszik a megjelenés.
2016. január 5-én aztán, ahogy az előző lemeznél is, kitettek a Facebook-ra egy kikockázott albumborítót, majd nemsokára kikerült az #Ace hashtag is. Pár órával ezt követően bejelentették, hogy az új album megjelenésének ideje február ötödike lesz. Az orosz iTunes-on már ezen a napon látni lehetett a számok listáját, de hangminta nem került ki egész januárban. Végül január 30-án került ki az Internetre az "Oi" című számból egy részlet, és megerősítést nyert, hogy ez lesz a következő kislemez.
Az album hivatalos minimixe 2016. február 1-jén, négy nappal az album megjelenése előtt került fel az internetre. Egy nappal előtte pedig az "Oi" klipje is kiszivárgott, ugyanis bár nem szándékoztak elérhetővé tenni, a YouTube-videó linkjét csak "nem listázott" módra állították, így a link birtokában bárki megnézhette.

## A dalokról
Az album egységes képet mutat a tekintetben, hogy a számok legtöbbje a progresszív house illetve a bigroom house stílusában készült, egy-egy szerzemény töri csak meg ezt az ívet. Ugyancsak elmondható róluk, hogy számtalan vendégénekes tette tiszteletét, s ezzel párhuzamosan több lett az eredetiség is és jóval kevesebb a feldolgozás. Viszont megmaradt a számok hosszának limitáltsága: ezúttal csak egyetlen dal hosszabb, mint 4 perc.
Az "Ace", mint intro, szokatlanul hosszú, női vokálra épülő, fokozatosan felépülő szám, amelynek a vége már a következő dalba, az "Oi"-ba folyik át. Ez a Scooter első Melbourne Bounce stílusban készült dala (Magyarországon elsősorban Pixa alkot ebben a stílusban), melynek szövege H.P. Baxxter önfényezése, rendkívül egyszerű dallammal és közönségénekeltetős refrénnel. A "Mary Got No Lamb" alapja egy Sunderland Brothers-feldolgozás, ez adta a cím alapját, valamint a "Mary Had a Little Lamb" című amerikai gyerekdal. A szövege egy Mary nevű nőről szól, akiért H.P. teljesen odáig van, és mindent megtenne, hogy elcsábítsa. A végére egy apró, egészen visszafogott dubstep-betétet is betettek. A "Riot" volt az elsőként megjelent kislemez, egy hard dance-hands up ötvözet, közönségénekeltetős refrénnel és gitár-riffekkel. Az "Encore" egy kevesebb szöveget tartalmazó progresszív house-szerzemény, szövegében számos utalással a modern technika vívmányaira (és a biztonságos szexre). A "Burn"-ben ismét Vassy énekel, a kiegészítő részeken pedig H.P. arról filozofál, hogy mit érne a világ bizonyos dolgok nélkül. A "Don't Break The Silence"-ben egy lassú énekbetét váltakozik a gyors bigroom refrénnel, ebben a számban néhány bekiabáláson kívül nincs igazi H.P.-szöveg, csak női vokál. A "The Birdwatcher" egy klasszikus szerzemény feldolgozása, szövegében és stílusában kicsit a 2000-es évek Scooterére emlékeztet, a hardstyle / Melbourne Bounce és a hard dance határán mozogva, lassabb betétekkel. A "What You're Waiting For" az első szám a kettőből, amelyekben Michael Maidwell énekes szerepel, ebben sincs igazán H.P.-szöveg, csak a vokál, progresszív house stílusban. A "Crazy" egy HPV-vokállal megspékelt bigroom szám, klasszikus H.P. MC-szöveggel. Az "Opium" a két instrumentális szám közül az első, egy progresszív house-bigroom hibrid. A "Stargazer" a másik Maidwell-szám, ez egy könnyedebb, dallamosabb szerzemény, a slágeresebb house-vonulatból. A másik instrumentális szerzemény a "Wolga", kicsit lassabb és visszafogottabb tempóban, progresszív house számként tölti ki a klasszikus "albumzáró trance" helyét. A legutolsó szám, a "Torch", egy Soft Cell-feldolgozás, az egész albumhoz képest alapvetően más stílusban: végig H.P. énekel egy lassú, deep house alapokra épülő dallamra, melyben a zongora is megtalálható.

## Számok listája
| CD # | LP # | Cím                                      | Szerzők | Hossz |
| ---- | ---- | ---------------------------------------- | --- | ----- |
| 1    | A1   | Ace                                      | H.P. Baxxter, Phil Speiser, Michael Simon, Jens Thele                                                                                  | 2:05  |
| 2    | A2   | Oi                                       | H.P. Baxxter, Phil Speiser, Michael Simon, Jens Thele                                                                                  | 3:10  |
| 3    | A3   | Mary Got No Lamb                         | Ian George Sutherland | 3:26  |
| 4    | A4   | Riot                                     | H.P. Baxxter, Phil Speiser, Michael Simon, Jens Thele Tim Kesteldo, Michael Maidwell, Jacob Streefkerk                                 | 3:05  |
| 5    | B1   | Encore                                   | H.P. Baxxter, Phil Speiser, Michael Simon, Jens Thele, Jaap Reesema, Jonas Zekkari                                                     | 3:54  |
| 6    | B2   | Burn (Scooter & Vassy)                   | H.P. Baxxter, Phil Speiser, Michael Simon, Jens Thele, Vasziliki Karagiorgosz                                                          | 2:40  |
| 7    | B3   | Don't Break The Silence                  | H.P. Baxxter, Phil Speiser, Michael Simon, Jens Thele, Katerina Bramley, Janisz Konsztantinu                                           | 3:19  |
| 8    | B4   | The Birdwatcher                          | Dmitrij Dmitrijevics Sosztakovics | 3:34  |
| 9    | C1   | What You're Waiting For (feat. Maidwell) | H.P. Baxxter, Phil Speiser, Michael Simon, Jens Thele, Jacob Streefkerk, Eddy Steeneken, Tony Verdult, Michael Maidwell, Michael Kurth | 3:34  |
| 10   | C2   | Crazy                                    | H.P. Baxxter, Phil Speiser, Michael Simon, Jens Thele, Jacob Streefkerk, Eddy Steeneken, Tony Verdult, Michael Maidwell                | 3:04  |
| 11   | C3   | Opium                                    | H.P. Baxxter, Phil Speiser, Michael Simon, Jens Thele                                                                                  | 3:57  |
| 12   | D1   | Stargazer (feat. Maidwell)               | H.P. Baxxter, Phil Speiser, Michael Simon, Jens Thele, Jacob Streefkerk, Eddy Steeneken, Tony Verdult, Michael Maidwell, Michael Kurth | 3:34  |
| 13   | D2   | Wolga                                    | H.P. Baxxter, Phil Speiser, Michael Simon, Jens Thele                                                                                  | 6:05  |
| 14   | D3   | Torch                                    | Marc Almond, Dave Ball | 3:08  |

## Kritikák
A német laut.de portál ítésze 4 csillagot adott a lemezre az 5-ből. Amellett, hogy méltatta, hogy ez már a 18. albumuk, elsősorban a szokás szerint meghökkentő és furcsa dalszövegeket dicsérte.
A Random Access portál 5 pontot adott az albumra. Megjegyezték, hogy szokás szerint őrült, már-már értelmetlen dalszövegek hallhatóak az új számokon. Azonban negatív kritikát is megfogalmaztak, mégpedig azt, hogy a lemez nagyon jó, jó számok hallhatóak rajta, de nincs bennük semmi egyediség. Ezeket bármelyik mai előadó elkészíthette volna, és nem igazán hallani bennük semmit, amitől igazán Scooteresek lennének, amely némi aggodalommal is eltöltötte a kritikust, mert így eltávolodnak attól is, amit képviselnek.
A Muzoic ítésze 4 pontot adott az 5-ből a lemezre. Megjegyezte, hogy Phil Speiser érkezésével felfrissült a hangzás, ezzel vették elejét annak, hogy a zenekar "kapuzárási pánikba" essen, és hogy továbbra is meg tudják ugrani a lécet.

## Feldolgozások, sample-átvételek
- Mary Got No Lamb: Sutherland Brothers and Quiver - Arms of Mary
- The Birdwatcher: Dmitrij Dmitrijevics Sosztakovics - Második keringő
- Torch: Soft Cell - Torch

## Közreműködtek
- H.P. Baxxter (alias MC Ace) (ének, szöveg)
- Phil Speiser (zenei alapok, utómunkák)
- Michael Simon (szerzőtárs)
- Olaf Senkbeil (vokál a Mary Got No Lamb című számban)
- Vassy (ének a Burn című számban)
- Katerina (ének a Don't Break The Silence című számban)
- Michael Maidwell (ének a What You're Waiting For és Stargazer című számokban)
- Eddy Steeneken (ének a Crazy című számban)
- Martin Weiland (borítóterv)
- Juliane "Jule" Polak (kéz a borítón)

## Videóklipek
- A Riot klipje különleges abból a szempontból, hogy a Scooter történetének első 360 fokos videója. A 2015. augusztus 29-én Hamburgban tartott koncertjükön készült videó, ily módon nem tekinthető klasszikus videóklipnek, lévén a koncertintro és a "One (Always Hardcore)" is láthatóak rajta.
- Az Oi klipjében a Scooter-tagok láthatóak, valamint táncoslányok, méghozzá több méter magas "integető lufiemberekként", amelyeket a szélgépen kívül koreográfusok mozgatnak alulról. Feltűnik még a videóban egy hozzájuk hasonló ruhát viselő, kék jelmezes táncos is.
- A "Mary Got No Lamb" videóklipjében koncertfelvételek láthatóak a hamburgi Can't Stop The Hardcore turnéfellépésről, valamint egyes jelenetekben a zenekar tagjai egy szállodában mulatnak lányokkal, akik közül néhányan bárányos maszkot viselnek. Felbukkan még a klipben a Scooteres franciakártya, valamint érdekesség, hogy Phil Speiser meglehetősen aktív résztvevője a videóklipnek a korábbiakhoz képest.

## Érdekességek
- A dalokból teljes egészében elhagyták a Shure mikrofont. 1999 óta használták a speciális "megafon-hatás" eléréséhez, a The Big Mash Up-album óta azonban fokozatosan a háttérbe szorult.
- A "Mary Got No Lamb"-ben vokálozó Olaf Senkbeil a Blind Guardian nevű német power metal együttes vokalistája, míg Eddy Steeneken a Moke nevű holland együttes billentyűse.
- A "Riot" szövegének és dallamának szerzősége megosztott: a fent ismertetett szerzők a dalt szerezték, a szöveget az ott olvasottakon kívül Michael Kurth és Yasmin Shakeri jegyzi.
- Az "Oi" helyet kapott a "Future Trance 75" című kiadványon is.
- A "The Birdwatcher" végén H.P.-től elhangzik a "Cleopatra Paris"  kifejezés. Ez egy Németországban közismert szappan- és testápológyártó céget takar, amelynek reklámfilmjei valamikor népszerűek voltak.
- A szövegkönyvben a "Crazy" vokálrészének valódi szövege helyett egy teljesen más szöveg került leírásra, ami nem is szerepel az albumon. Elképzelhető, hogy egy olyan dalból származik, amely végül nem került fel a lemezre.
- A "Torch" egy Soft Cell-feldolgozás, és azon ritka alkalmak egyike, amikor H.P. egyedül énekli végig a számot, és nemcsak szövegel. Ugyancsak ritkaság, hogy a Scooter balladát készít, ez a dal is ilyen, a 2009-es "Second Skin" óta nem volt ilyenre példa.

## Jergyzetek
1. ↑  VIDEO: Jedinečný rozhovor s legendou taneční muziky skupinou Scooter! Co prozradili a na co se můžeme těšit?. Prásk!. (Hozzáférés: 2016. január 5.)
2. ↑  ACE (Official Minimix) a YouTube-on. (Hozzáférés: 2016. február 1.)
3. ↑  Die Motörhead des Kirmestechno. (de-DE nyelven). laut.de. (Hozzáférés: 2016. február 14.)
4. ↑  Scooter - "Ace" // random.access. randomacc.net. (Hozzáférés: 2016. február 14.)
5. ↑  Album review: Scooter - Ace - Muzoic. muzoic.net. [2016. február 17-i dátummal az eredetiből archiválva]. (Hozzáférés: 2016. február 14.)